# Arteria testicular
La arteria testicular es una arteria que se origina como rama visceral de la porción abdominal de la aorta. En textos más antiguos es denominada arteria espermática interna. Es una arteria par, existiendo una para cada testículo. Es la equivalente en el hombre de la arteria ovárica. Ya que los testículos están localizados en un lugar diferente a su equivalente en la mujer, la arteria testicular presenta un trayecto diferente al de la arteria ovárica.

## Trayecto
Son dos vasos delgados de longitud considerable, y nacen de la parte frontal de la aorta un poco por debajo de las arterias renales. Cada uno discurre oblicuamente hacia abajo y hacia el lateral por detrás del peritoneo, descansando sobre el músculo psoas mayor, encontrándose la del lado derecho en frente de la vena cava inferior y detrás de las arterias cólica media e ileocólica y la porción terminal del íleon, y la del lado izquierdo por detrás de la arteria cólica izquierda y sigmoidea y el colon ilíaco.
Cada arteria cruza oblicuamente sobre el uréter y la parte inferior de la arteria ilíaca externa para alcanzar el anillo inguinal profundo, a través del cual pasa, y acompaña a los otros constituyentes del cordón espermático a lo largo del conducto inguinal hacia el escroto, donde se vuelve tortuosa, y se divide en varias ramas.
Dos o tres de esas ramas acompañan al conducto deferente, e irrigan el epidídimo, anastomosándose con la arteria del conducto deferente; otras perforan la parte posterior de la túnica albugínea del testículo e irrigan la sustancia del testículo.
La arteria testicular proporciona una o dos pequeñas ramas para el uréter, y en el conducto inguinal emite una o dos pequeñas ramas hacia el músculo cremáster.

## Ramas
Según el Diccionario enciclopédico ilustrado de medicina Dorland, 27.ª edición, presenta las siguientes ramas:
Ramas colaterales:
- Rama ureteral.[1]
- Ramas epididimarias anterior y posterior.[1]
- Ramas testiculares.[1]

Ramas terminales:
- Rama interna, que se dirige a la cara interna del testículo.[1]
- Rama externa, que termina en la cara externa del testículo.[1]

### Ramas en la Terminología Anatómica
La Terminología Anatómica recoge las siguientes ramas:
A12.2.12.087 Ramas ureterales de la arteria testicular (rami ureterici arteriae testicularis) (♂).
A12.2.12.088 Ramas epididimarias de la arteria testicular (rami epididymales arteriae testicularis) (♂).

## Distribución
Se distribuye hacia el uréter, epidídimo y testículo.

## Imágenes adicionales

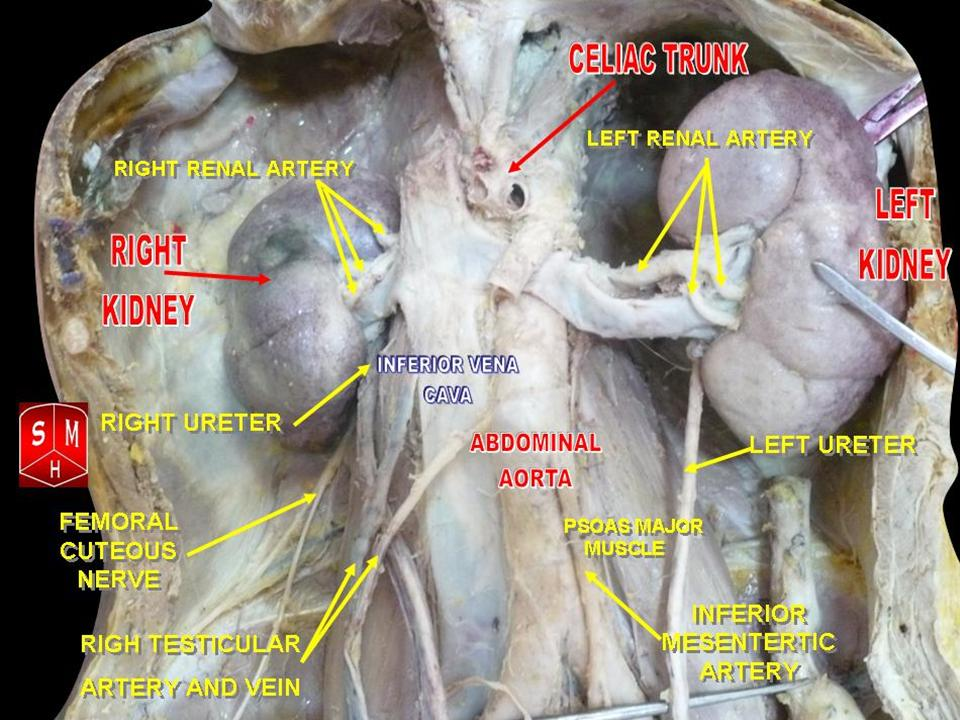
Vasos testiculares.
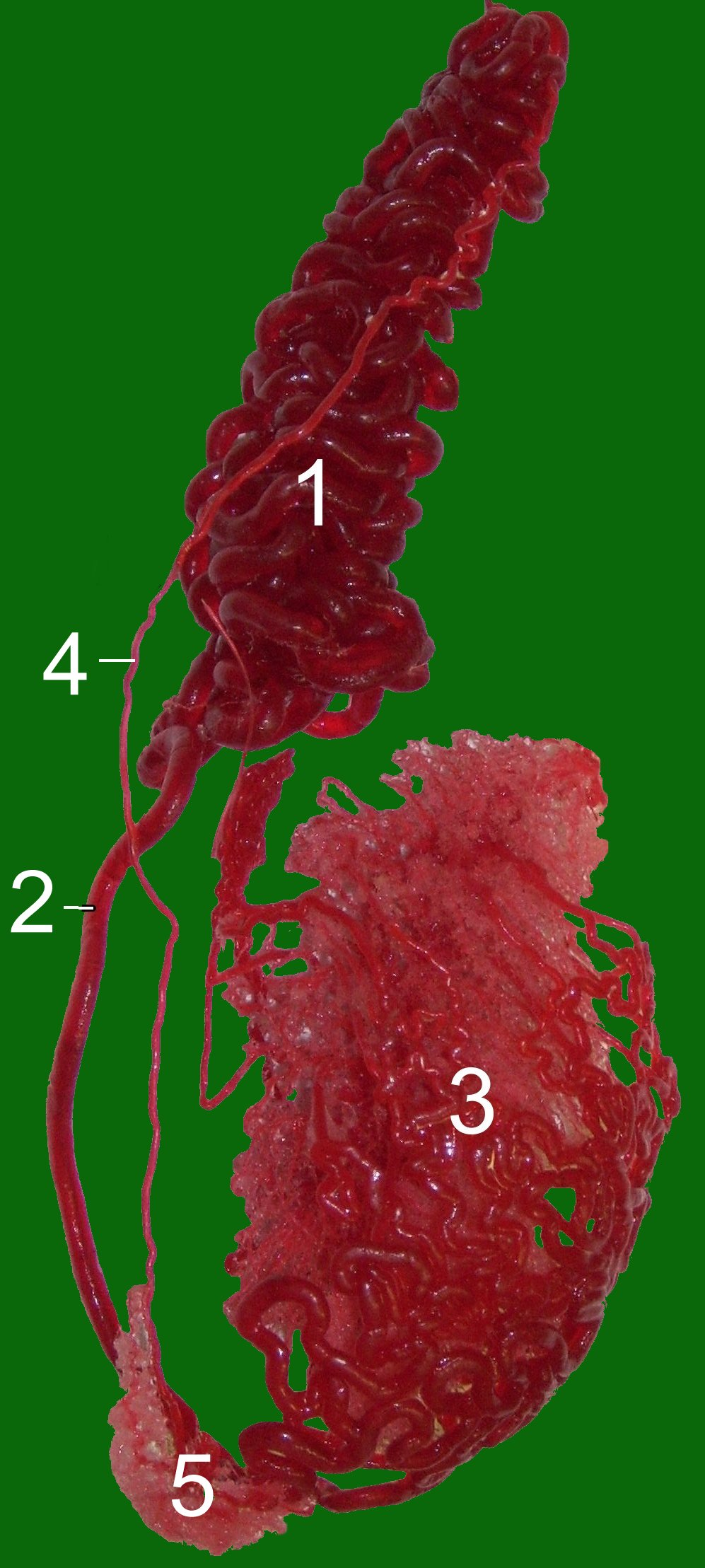
Arteria testicular de un toro (novillo).
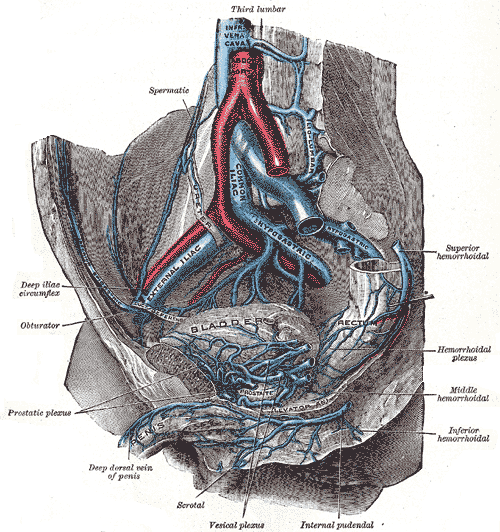
Venas de la mitad derecha de la pelvis masculina.
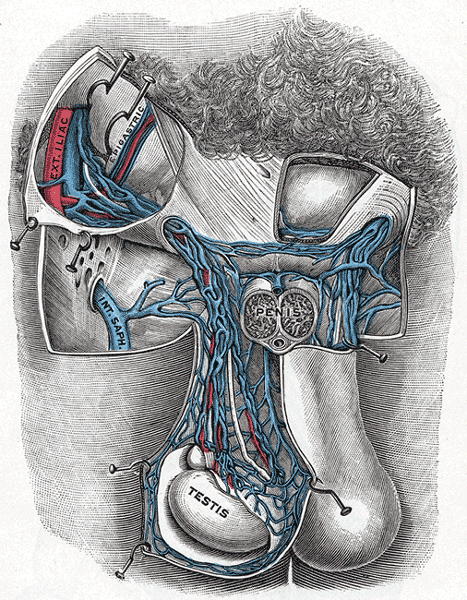
Venas testiculares (derecha e izquierda).
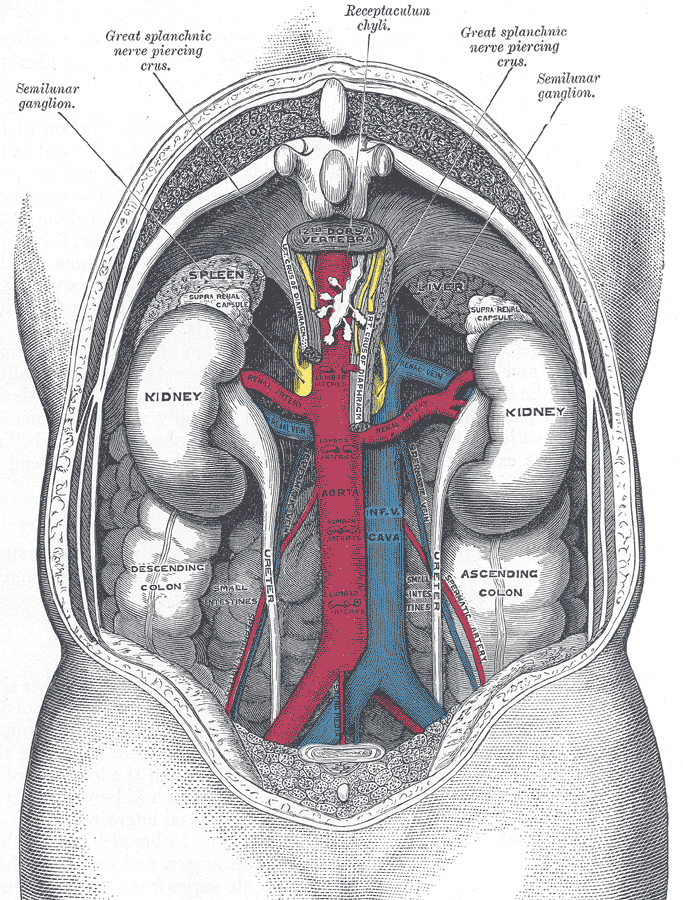
Relaciones de las vísceras y grandes vasos del abdomen (vista posterior).
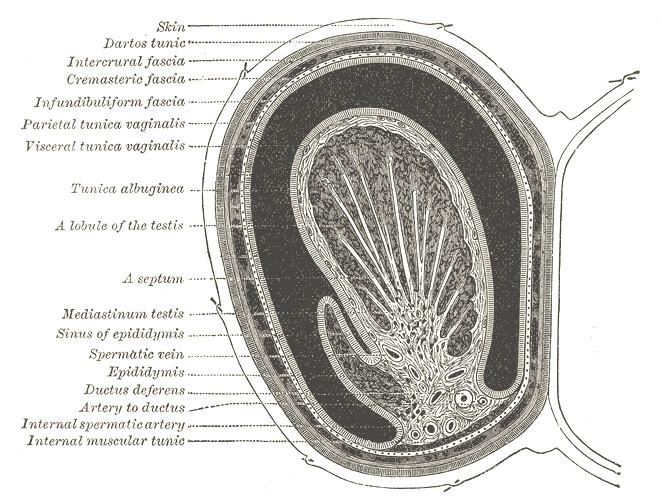
Sección transversal de la parte izquierda del escroto y el testículo izquierdo.
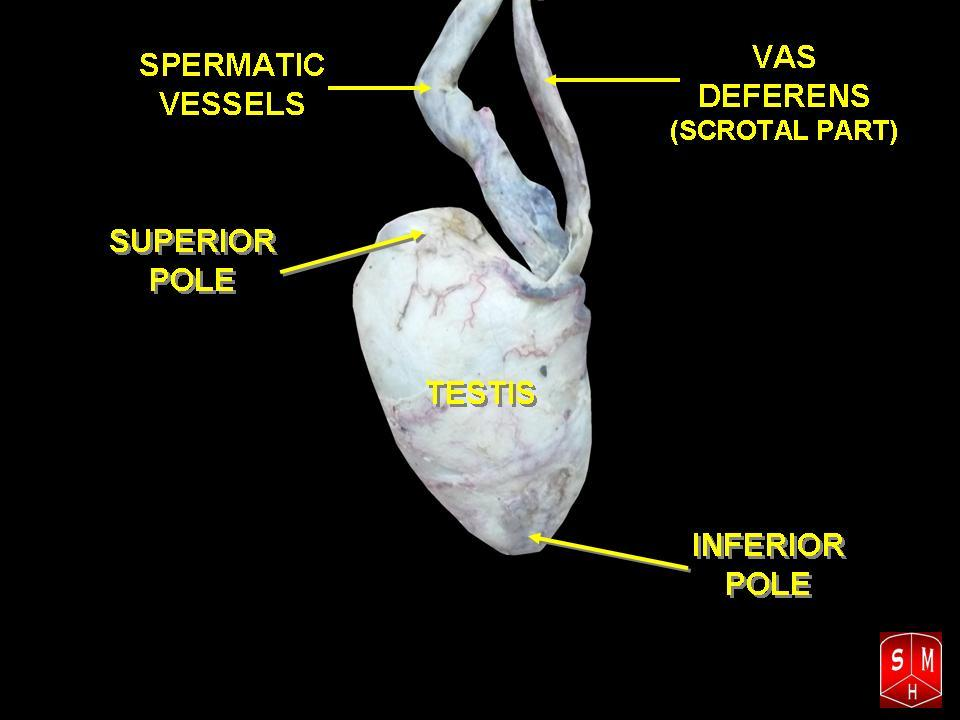
Testículo, vasos testiculares y conducto deferente.
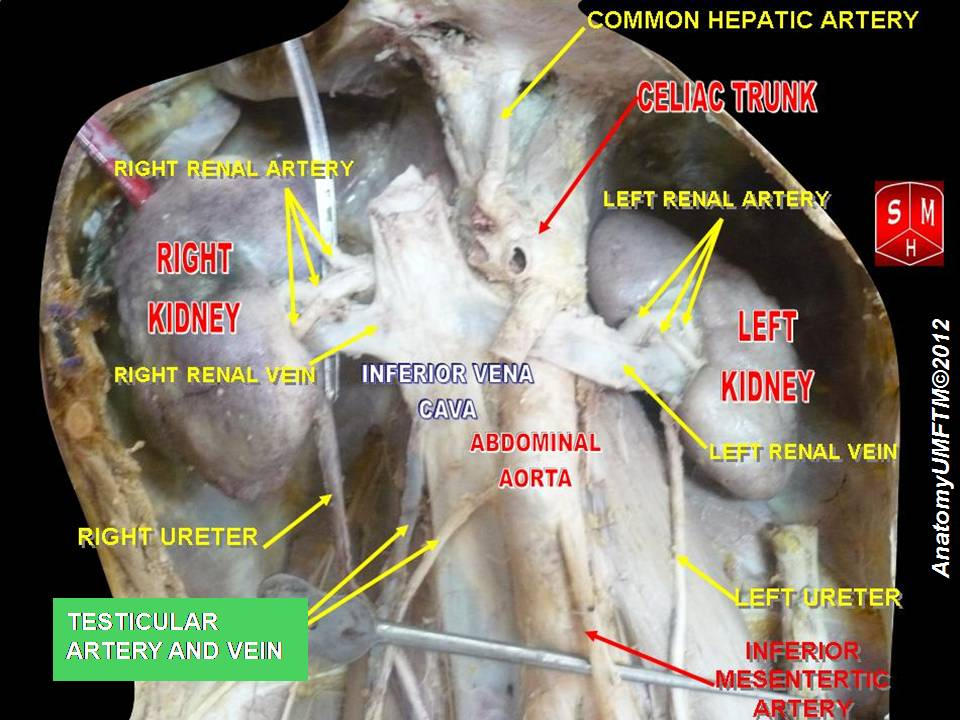
Arteria y vena testiculares.